# Péribole

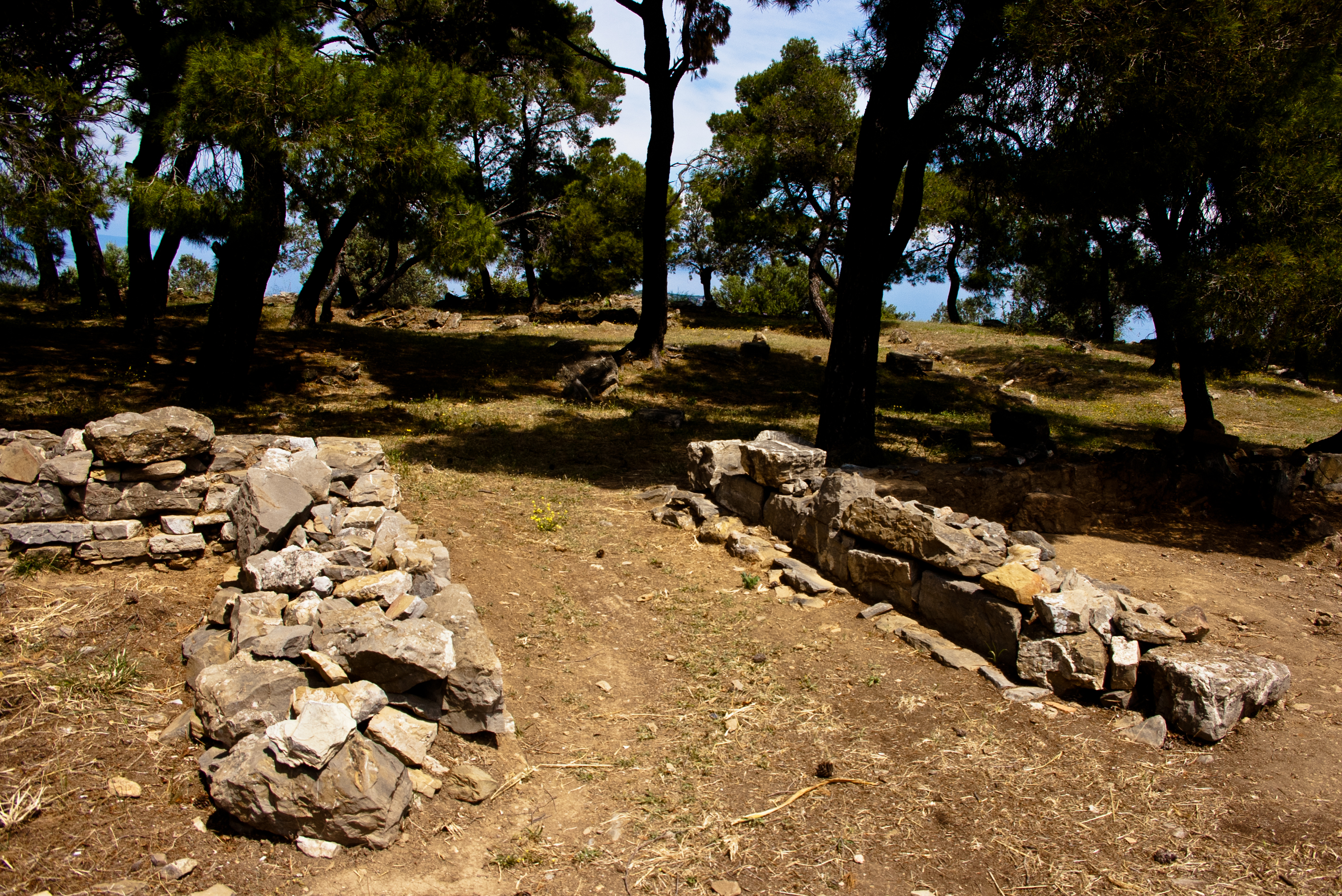
Entrée et péribole du temple de Poséidon, île de Calaurie.

Un péribole (du grec περίϐολος / períbolos, « enceinte », de περί / perí et βάλλω / bállō, « lancer, jeter ») est une enceinte sacrée autour des temples anciens. Par exemple un mur extérieur limitant un espace autour d'un temple grec, romain, d'un autel romain, d'un sanctuaire gaulois (par exemple le fossé avec palissade du sanctuaire de Corent) ou d'un temple égyptien. Le péribole avait pour fonction de séparer l'espace sacré (appelé téménos chez les Grecs) du profane.
Par extension, il désigne dans l'architecture moderne l'espace laissé entre un édifice et la clôture qui l’entoure.